# Robert Cochran
Robert Cochran, conosciuto anche come Bob Cochran (...), è uno sceneggiatore e produttore televisivo statunitense, noto per aver creato le serie televisive Nikita e 24.

## Biografia
Robert Cochran iniziò la sua carriera nel 1987 come sceneggiatore di un episodio della serie televisiva L.A. Law - Avvocati a Los Angeles e proseguì nel 1988 con un successivo episodio della stessa. Nel 1981 poi lavorò alla celebre serie televisiva Falcon Crest.
Cochran, in qualità di consulente esecutivo e creativo, collaborò assieme al creatore, Joel Surnow, alla serie televisiva Nikita per tutte le cinque stagioni.
Recentemente ha avuto un grande successo nella creazione e produzione esecutiva, in collaborazione ancora con Joel Surnow, della serie televisiva 24, per la quale entrambi gli scrittori, Surnow e Cochran, sia nel 2002 che nel 2006, hanno vinto due Primetime Emmy Award.
È inoltre il produttore esecutivo del film per la elevisione del 2007 The Madness of Jane a fianco sempre a Joel Surnow.

## Filmografia

### Sceneggiatore
- L.A. Law - Avvocati a Los Angeles (L.A. Law) - serie TV, episodi 2x04-3x06 (1987-1988)
- Falcon Crest - serie TV, 4 episodi (1989-1990)
- Sons and Daughters - serie TV (1991)
- Divisi dalla legge (The Antagonists) - serie TV (1991)
- Il commissario Scali (The Commish) - serie TV, 19 episodi (1991-1995)
- JAG - Avvocati in divisa (JAG) - serie TV, 4 episodi (1995-1996)
- Nikita (La Femme Nikita) - serie TV, 12 episodi (1997-2001)
- Attila, l'unno (Attila), regia di Dick Lowry - miniserie TV (2001)
- 24 - serie tv, 195 episodi (2001-2010)
- 24: Day Six - Debrief - miniserie TV, 5 episodi (2007)
- The Call, regia di Michael Spiller - film TV (2007)
- Company Man, regia di Jon Cassar - film TV (2007)
- 24: Redemption, regia di Jon Cassar - film TV (2008)
- 24: Live Another Day, regia di Jon Cassar, Milan Cheylov, Omar Madha e Adam Kane - miniserie TV, 12 episodi (2014)
- 24 - serie TV, 48 episodi (2013-2016)
- 24: Legacy - serie TV, 12 episodi (2016-2017)
- 24 Japan - serie TV (2020)

### Produttore
- Il commissario Scali (The Commish) - serie TV, 88 episodi (1991-1995)
- JAG - Avvocati in divisa (JAG) - serie TV, 11 episodi (1995-1996)
- 24: Day Six - Debrief - miniserie TV, 5 episodi (2007)
- The Call, regia di Michael Spiller - film TV (2007)
- Company Man, regia di Jon Cassar - film TV (2007)
- The Madness of Jane, regia di Tucker Gates - film TV (2008)
- 24 - serie tv, 159 episodi (2001-2009)
- 24: Live Another Day, regia di Jon Cassar, Milan Cheylov, Omar Madha e Adam Kane - miniserie TV, 12 episodi (2014)
- 24: Legacy - serie TV, 11 episodi (2017)

## Riconoscimenti
- Monte-Carlo TV Festival
  - 2006 – Golden Nymph come Miglior produttore internazionale per 24
- Online Film & Television Association
  - 2002 – 'Miglior sceneggiatura in una serie drammatica per 24
- PGA Awards
  - 2003 – Miglior produttore di episodi televisivi drammatici per 24
  - 2004 – Candidatura come Miglior produttore di episodi televisivi drammatici per 24
  - 2006 – Candidatura come Miglior produttore di episodi televisivi drammatici per 24
  - 2007 – Candidatura come Miglior produttore di episodi televisivi drammatici per 24
- Primetime Emmy Award
  - 2002 – Miglior serie drammatica per 24
  - 2002 – Candidatura come Miglior sceneggiatura per una serie drammatica per 24
  - 2003 – Candidatura come Miglior serie drammatica per 24
  - 2004 – Candidatura come Miglior serie drammatica per 24
  - 2005 – Candidatura come Miglior serie drammatica per 24
  - 2006 – Miglior serie drammatica per 24
- Writers Guild of America
  - 2007 – Candidatura come Miglior serie drammatica per 24.